# Rio Gamtoos
Rio Gamtoos é um rio da África do Sul.